# Manifiesto de Cartagena
La Memoria dirigida a los  ciudadanos de la Nueva Granada por un caraqueño, más conocida como Manifiesto de Cartagena es un documento escrito el 15 de diciembre de 1812 entre Vicente Tejera y Simón Bolívar, desde la ciudad de Cartagena al Congreso de las Provincias Unidas de la Nueva Granada, el documento fue firmado como los cargos de funcionarios que tenían en Venezuela, Bolívar lo hizo como el coronel del ejército de Puerto Cabello y Tejera como ministro de la Alta Corte de Caracas, en el marco de las luchas por la independencia de Colombia (Nueva Granada) y de Venezuela, en este documento analiza y da opiniones de causas sobre la caída de la Primera República de Venezuela, en particular culpa al federalismo adoptado por la Constitución, y propone una estrategia general para la independencia de ambas naciones, luchando juntas para recuperar Caracas.
Fue publicada bajo el nombre de Memoria dirigida a los ciudadanos de la Nueva Granada por un caraqueño e impreso en Cartagena en la imprenta de Diego Espinoza en 1813. Es el primer documento de importancia escrito por Bolívar. El manuscrito original y los ejemplares de la primera edición realizada por Espinoza se han perdido.

## Causas
Bolívar señala como causas  principales de la caída de la Primera República de Venezuela, las siguientes:
- El federalismo adoptado por la constitución venezolana;
- La mala administración de las rentas públicas;
- El Terremoto de Venezuela de 1812
- Los desacuerdos entre las clases sociales
- La dificultad para establecer un ejército permanente;
- La acción y prédica contraria a la independencia de la Iglesia católica.[1]